# Pho mát Roncal
Roncal là một loại pho mát mịn, cứng làm từ sữa bò. Nó được sản xuất từ một trong 7 ngôi làng ở Valle de Roncal, Tây Ban Nha. Roncal được hưởng trạng thái Tên Gọi Xuất Xứ Được Bảo Hộ (PDO).